# ويليام الأول، كونت هولندا
ويليام الأول (حوالي 1167، لاهاي – 4 فبراير 1222)، كونت مقاطعة هولندا from 1203 to 1222. كان الابن الأصغر لفلوريس الثالث وAda of Huntingdon.